# Elvira Lobato
Elvira Lobato (c. 1954-) é uma jornalista brasileira. Trabalhou na Folha de S.Paulo por 25 dos 39 anos em que atuou como jornalista; aposentou-se no início de 2012. Venceu alguns dos principais prêmios de jornalismo no Brasil, com destaque para o Prêmio Esso, que lhe foi concedido por uma reportagem de 2007 sobre o crescimento do patrimônio da Igreja Universal. A reportagem a fez ser alvo de 66 processos movidos por pessoas que se declararam pastores da igreja; organizações profissionais de jornalismo, como a Abraji e a ABI, denunciaram nesses processos uma tentativa de intimidar a jornalista.

## Carreira
Ingressou aos 18 anos no curso de jornalismo na Universidade Federal do Rio de Janeiro. Publicou sua primeira reportagem em 1976, antes de se formar, no Caderno  B do Jornal do Brasil sob o título "As Moças: o preço da liberdade em angústia e solidão". Para produzir a reportagem, sobre a vida de mulheres migrantes, Lobato morou em uma pensão para moças e realizou uma imersão no universo das pessoas retratadas na matéria (praticando o chamado "Undercover journalism", mais tarde praticado no final da década de 1970 por Tim Lopes de O Globo). Posteriormente pelo JB, Lobato produziu outras reportagens de mesmo estilo vivenciando outras situações como a de uma vendedora ambulante (registrando achaques das autoridades ao comércio ambulante), moradora de rua em um dos albergues do Rio de Janeiro, operária de fábricas, etc.
No final dos anos 1970 trabalhou também nos jornais Gazeta do Povo e Opinião.. Em outubro de 1984 ingressou na sucursal do Rio de Janeiro do jornal Folha de S.Paulo. Inicialmente escrevendo sobre economia sob supervisão de Aloysio Biondi (1936-2000). Em 1986 transferiu-se para a seção de jornalismo investigativo do jornal. Dentre suas reportagens de destaque estão uma série de matérias publicada em agosto de 1986 sobre um poço para testes nucleares militares no Pará, parte do ate então secreto Programa Nuclear Paralelo do governo brasileiro e o funcionamento da Petrobras, em 1989, para a qual decidiu se tornar uma acionista. Após aposentar-se, Lobato dedicou-se a produzir uma série de reportagens independentes para a Agência Pública, sobre concessões televisivas na Amazônia.
Sobre a atuação do jornalista, Lobato declarou, em entrevista, em 2016:

O jornalista é, ou deveria ser, muito diferente do pesquisador e do acadêmico, que já partem com uma tese para ser comprovada. Meu trabalho não é esse, eu não posso saber no que vai dar. Eu preciso ir lá e olhar, porque se eu partir de uma tese, não vou surpreender nem a mim mesma, só vou buscar confirmar uma ideia pré-concebida.— Elvira Lobato
Lobato é autora do livro Instinto de repórter, publicado em 2005, que trata da apuração de pautas e realização de matérias, considerado "uma valiosa colaboração a um ensino de jornalismo tão carente de bibliografia específica, que não sejam, em geral, traduções de manuais estadunidenses".

## Prêmios
- Congresso Internacional de Jornalismo Investigativo, 2016[8][13]
- Troféu Mulher Imprensa, categoria “Repórter de site de notícias”, 2012[14][15][16]
- Prêmio Esso de Jornalismo, por "Universal chega aos 30 anos com império empresarial",[4] Folha de S.Paulo, 2008[17]
- Prêmio CNT de Jornalismo, por “Vícios de Gestão Afundaram Varig",[18] Folha de S.Paulo, 2006[19]
- Prêmio Imprensa Embratel, por "Teles negociam compra da Embratel para subir preços", Folha de S.Paulo, 2004[20]
- Grande Prêmio Folha de Jornalismo, 1999 e 2004[21][22]